# Albert Grossman
Albert Bernard Grossman (21 de mayo de 1926 - 25 de enero de 1986) fue un empresario y representante artístico estadounidense, conocido en la escena de la música folk y rock and roll por ser mánager de músicos y grupos como Bob Dylan, The Band y Janis Joplin, entre otros.

## Biografía
Albert Grossman nació en Chicago (Illinois) el 21 de mayo de 1926. Hijo de inmigrantes judíos rusos, acudió a la Lane Technical College High School y estudió en la Universidad Roosevelt, donde obtuvo un graduado en Economía.
Tras su paso por la universidad, trabajó para la Chicago Housing Authority, que abandonó a finales de la década de 1950 para adentrarse en los negocios de bares. Tras ver al músico Bob Gibson tocar en el Off Beat Room en 1956, Grossman obtuvo la idea de montar un bar donde poder escuchar a Gibson y otros músicos de folk, aprovechando el resurgimiento de la música folk en Estados Unidos. El resultado fue Gate of Horn, un club en el sótano del antiguo Rice Hotel, donde empezó su carrera Roger McGuinn. Grossman comenzó a representar a algunos músicos que tocaban en su club, y en 1959, unió fuerzas con George Wein, que había fundado el Newport Jazz Festival, para fundar el Newport Folk Festival.
En 1961, unió a Mary Travers, Noel Stookey y Peter Yarrow para formar el trío musical Peter, Paul and Mary, quienes obtuvieron un importante éxito en la escena local de folk con su álbum debut en 1962. Con los años, Grossman engrosó su lista de representaciones con músicos como Todd Rundgren, Odetta, Peter, Paul and Mary, John Lee Hooker, Ian and Sylvia, Phil Ochs, Gordon Lightfoot, Richie Havens, The Pozo Seco Singers, The Band, Electric Flag, Jesse Winchester y Janis Joplin.
El 20 de agosto de 1962, Bob Dylan firmó un contrato de representación con Grossman. Grossman también extendió su hospitalidad con Dylan al dejarle quedarse por temporadas en su hogar de Woodstock (Nueva York), donde el músico acabó por adquirir su propia casa en 1965. En su autobiografía, Chronicles: Volume One, Dylan describió su primer encuentro con Grossman en el Gaslight Cafe: «Parecía Sydney Greenstreet en la película El halcón maltés. Tenía una enorme presencia, siempre vestía con un traje y una corbata, y se sentaba en la mesa de la esquina. Cuando hablaba, su voz era alta como el sonido de los tambores de guerra».
En 1969, Grossman construyó los Bearsville Studios cerca de Woodstock, y un año después fundó Bearsville Records. El 17 de julio de 1970, el contrato entre Dylan y Grossman fue oficialmente disuelto, motivado por el hecho de que Dylan descubrise que Grossman se llevaba de forma ilícita un 50% de los derechos de publicación de sus propias canciones sin su conocimiento.
El 4 de octubre del mismo año, Grossman perdió a Janis Joplin a causa de una sobredosis de heroína. Grossman rechazó hacer comentarios a la prensa, y delegó en su empleada Myra Friemdan cualquier llamada telefónica sobre la muerte de Joplin. Según el biógrafo de Joplin, Ellis Amburn, los sentimientos de Grossman «sobre la muerte de su cliente más valioso no son conocidos», aunque mantuvo un especial interés en su legado musical. Cuatro años después, ayudó a Howard Alk en la realización del documental Janis.
Grossman murió de un ataque al corazón el 25 de enero de 1986, a los 59 años de edad, durante un vuelo con destino a Londres para firmar un contrato con un cantante británico desconocido. Sus cenizas están enterradas en el Bearsville Theater, cerca de Woodstock.